# Општина Санмартин (Клуж)
Санмартин (рум. Sânmărtin) општина је у Румунији у округу Клуж.
Oпштина се налази на надморској висини од 326 m.